# Joánina prefektúra
Joánina (görög Ιωάννινα) prefektúra Görögország északkeleti Epirusz közigazgatási régióban. Nevét székhelyéről, Joánina városról kapta.
Az ország harmadik legnagyobb, Epírosz legnagyobb prefektúrája: területe 4990 km² (valamivel nagyobb, mint Veszprém vármegye). Népessége 174 607 fő (2005-ös adat).
Északi szomszédja Albánia, északkeleten a görög Kasztoriá prefektúra, keleten Grevená és Tríkala prefektúrák, délen Préveza, délnyugaton és nyugaton Theszprotiá. 
A prefektúra jó része hegyekkel borított.

## Települései
| Önkormányzat     | YPES code | Székhely (ha más a neve) | Irányítószám | Térség kód |
| ---------------- | --------- | ------------------------ | ------------ | ---------- |
| Ajosz Dimítriosz | 2201      | Therjakíszi              | 455 00       | 26540-22   |
| Anatolí          | 2203      |                          | 455 00       | 26510      |
| Áno Kalamász     | 2205      | Parakalamosz             | 440 04       | 26530-31   |
| Áno Pogóni       | 2206      | Kefalóvriszo             | 440 06       | 26570-41   |
| Bizáni           | 2229      | Pedini                   | 455 00       | 26510-9    |
| Közép-Zagóri     | 2221      | Aszprangeli              | 440 07       | 26530-2    |
| Delvináki        | 2209      |                          | 440 02       | 26570-2    |
| Láka Szulíu      | 2210      |                          | 440 09       | 26540-31   |
| Dodona           | 2212      |                          | 455 00       | 26510-82   |
| Kelet-Zagóri     | 2204      | Miliotadesz              | 455 00       | 26560-31   |
| Egnatía          | 2213      | Mikro Periszteri         | 442 00       | 26560-2    |
| Ekáli            | 2214      | Metamorfoszi             | 455 00       | 26530-2    |
| Evrimenész       | 2215      | Klimátia                 | 440 03       | 26530-61   |
| Joánina          | 2217      |                          | 450 … 454    | 26510      |
| Kalpáki          | 2219      |                          | 440 04       | 26530-4    |
| Katszanohória    | 2220      | Kalentzi                 | 440 13       | 26590-22   |
| Kónica           | 2222      |                          | 441 00       | 26550-2    |
| Masztorohória    | 2224      | Pirszogianni             | 440 15       | 26550-31   |
| Métszovo         | 2226      |                          | 442 00       | 26560      |
| Molosszoí        | 2228      | Voutszarász              | 440 03       | 26580-31   |
| Pamvótida        | 2231      | Katszikasz               | 455 00       | 26510-9    |
| Paszarónasz      | 2233      | Eleusza                  | 455 00       | 26510-6    |
| Pérama           | 2234      |                          | 455 00       | 26510-8    |
| Prámanta         | 2235      |                          | 440 01       | 26590-61   |
| Széllesz         | 2237      | Tiria                    | 455 00       | 26510-84   |
| Timfi            | 2240      | Tszepelovo               | 440 10       | 26530-81   |
| Tzumérka         | 2239      | Huliaradesz              | 455 00       | 26510-53   |
| Zítsza           | 2216      |                          | 440 03       | 26580-23   |
| Közösség         | YPES kód  | Székhelye (ha különböző) | Irányítószám | Térség kód |
| Aetomilitsza¹    | 2202      |                          | 440 15       | 26550      |
| Dísztrato        | 2211      |                          | 440 19       | 26550-24   |
| Foúrka           | 2241      |                          | 440 08       | 26550-24   |
| Joánina-sziget²  | 2230      |                          | 455 00       | 26510-8    |
| Kalarítesz       | 2218      |                          | 440 01       | 26590-61   |
| Lávdani          | 2223      |                          | 440 02       | 26570-51   |
| Matszúki         | 2225      |                          | 440 01       | 26590-61   |
| Miléa            | 2227      |                          | 442 00       | 26560-61   |
| Pápigko          | 2232      |                          | 440 16       | 26530-41   |
| Pogonianí        | 2236      |                          | 440 05       | 26570-31   |
| Sziráko          | 2237      |                          | 450 … 454    | 26510-3    |
| Vatípedo         | 2207      |                          | 482 00       | 26830-23   |
| Vovúsza          | 2208      |                          | 440 14       | 26560-22   |

- ¹ Azon kevés közösségek egyike, ahol a közösségi ház egy másik területen helyezkedik el, távol a kommunától. Láriszából kormányozzák. A régi közösségi ház Aetomilitsa-ban már megszűnt.
- ² Az egyik legkisebb közösség Görögországban.

## Külső hivatkozások
- Hivatalos honlapja
- Ioannina Tourist Guide
- ooopa.gr Ioannina portal

## Fordítás
- Ez a szócikk részben vagy egészben  az   Ioannina Prefecture című angol Wikipédia-szócikk ezen változatának fordításán alapul.  Az eredeti cikk szerkesztőit annak laptörténete sorolja fel. Ez a jelzés csupán a megfogalmazás eredetét és a szerzői jogokat jelzi, nem szolgál a cikkben szereplő információk forrásmegjelöléseként.